# Salli Richardson-Whitfield
Salli Elise Richardson-Whitfield (nascida em 23 de novembro de 1967) é uma atriz estadunidense. Ela é conhecida por seu papel como o Dr. Allison Blake na série de TV Eureka e como Elisa Maza no seriado de animação da Disney Gargoyles.

## Início da vida
Richardson-Whitfield nasceu em Chicago em Illinois. Ela tem três irmãos: Josh Richardson, Chad Richardson, e Nalin. Salli Richardson chegou a jogar tênis na escola, e começou sua carreira de atriz na em um teatro local chamado Kuumba Workshop. Ela se formou na  University of Chicago Laboratory Schools em 1985.

## Carreira
Créditos cinematográficos de Richardson incluem: A Low Down Dirty Shame, Posse e Antwone Fisher. Ela também co-estrelou em inúmeros programas de televisão como Star Trek: Deep Space Nine, Silk Stalkings, New York Undercover, The Pretender e Secret Agent Man. Richardson teve um papel recorrente como "Kim" no programa Ponto de Misericórdia e como "Nancy Adams" na Rude Awakening. Ela apareceu no filme I Am Legend ao lado de ator Will Smith.

## Filmografia
- Up Against the Wall (1987) – Denise
- How U Like Me Now? (1992) – Valerie
- Posse (1993) – Lana
- Star Trek: Deep Space Nine episode "Second Sight" (1993) – Fenna/Nidell
- Sioux City (1994) – Jolene Buckley
- I Spy Returns (1994) – Nicole Scott
- A Low Down Dirty Shame (1994) – Angela
- New York Undercover episode "Eyewitness Blues" (1994) - Tammy Barrett
- Gargoyles (1994–1997) – Elisa Maza/Delilah
- Soul of the Game (1996) – Lahoma
- The Great White Hype (1996) – Bambi
- True Women (1997) – Martha
- Stargate SG-1 episode "Bloodlines" (1997) – Drey'auc
- The Pretender Season 2, Ep. 11 Gigolo Jarod (1998) – Cynthia
- Butter (1998) – Blusette Ford
- Mercy Point (1998–1999) – Kim
- Family Law (1999–2000) – Viveca Foster
- Rude Awakening (2000–2001) – Nancy Adams
- Book of Love (2002) – Karen
- Antwone Fisher (2002) – Berta Davenport
- Biker Boyz (2003) – Half & Half
- CSI: Miami (2003) – Laura
- Anacondas: The Hunt for the Blood Orchid (2004) – Gail Stern
- Bones episode "Aliens in a Spaceship" Season 2, Ep 9 (2006) Kim U.S. District Attorney
- House MD episode "Sports Medicine" – Sharon
- Eureka (2006–2012) (TV) – Dr. Allison Blake
- I Am Legend (2007) – Zoe Neville
- Black Dynamite (2009) – Gloria
- Pastor Brown (2009) – Jesse
- Criminal Minds (2009) – Tamara
- I Will Follow (2010) – Maye
- The Finder (2012) –  "Life After Death" Athena
- The Newsroom (2012) –  Jane Barrow

### Ligações Externas
- Salli Richardson-Whitfield. no IMDb.
- Predefinição:TV Guide person

Predefinição:Memoryalpha